# Église Bethel
L’Église Bethel (anglais : Bethel Church) est une megachurch chrétienne évangélique néo-charismatique  non confessionnelle, située à Redding, en Californie, aux États-Unis. Son pasteur principal est le pasteur Bill Johnson.

## Histoire
L'église est fondée en 1952 par le pasteur Robert Doherty. En 1954, elle est devenue membre des Assemblées de Dieu. En 1984, Raymond Larson est devenu pasteur principal. Après 11 années avec Larson, l'église a grandi à plus de 2,200 membres. En février 1996, Bill Johnson est devenu pasteur principal. Ce dernier a enseigné les croyances néo-charismatiques de la « Bénédiction de Toronto », causant le départ de 1 000 membres. En novembre 2006, les membres de l'Église Bethel ont voté à l'unanimité pour quitter les Assemblées de Dieu . En 2016, l'église Bethel compterait une assistance hebdomadaire de 8,684 fidèles .

## Musique
En 1999, elle fonde Jesus Culture, un groupe de rock chrétien . En 2001, elle fonde Bethel Music, un collectif de musiciens ,. En 2009, l’église fonde son propre label.

## Controverses
En 2019, Kris Vallotton, pasteur associé principal, a prophétisé lors d'un sermon que Dieu donnerait à Donald Trump un autre mandat . Après les élections de 2020, il s'est excusé d'avoir eu tort.
En octobre 2020, pendant la pandémie de coronavirus, la dirigeante principale de Bethel, Beni Johnson, a été critiquée après avoir publié une vidéo dans laquelle elle se moquait du port du masque .